# 平均半徑 (天文學)

球體（頂部）、旋轉橢球體（左側）和三軸橢球體（右側）。

平均半徑在天文學是衡量行星和太陽系小天體的大小。或者，也可以使用密切相關的平均直徑（{\displaystyle D}），即平均半徑的兩倍。對於非球形物體，平均半徑（表示為{\displaystyle R}或{\displaystyle r}）定義為球體的半徑，該球體將包圍與對象相同的體積。對於球體，平均半徑就等同於半徑。
對於任何形狀不規則的剛體，都有一個具有相同體積和慣性矩的獨特橢球體。在天文學中，物體的尺度被定義為該特殊橢球體的主軸。

## 計算
小行星的尺寸可以是單軸、雙軸或三軸，具體取決於使用哪種橢球體對其進行建模。給定不規則形狀物體的尺寸，可以計算其平均半徑：
扁球體，雙軸，或 bi-axial, 或旋轉橢球體的軸{\displaystyle a}和{\displaystyle c}的平均半徑為{\displaystyle R=(a^{2}\cdot c)^{1/3}}。
三軸橢球體的軸為{\displaystyle a}、{\displaystyle b}和{\displaystyle c}具有平均半徑{\displaystyle R=(a\cdot b\cdot c)^{1/3}}。旋轉橢球體的公式是{\displaystyle a=b}的特殊情况。
對於單軸球體（{\displaystyle a=b=c}），這簡化為{\displaystyle R=a}。
如果行星和矮行星不旋轉，它們幾乎是球形的。一個質量足够大的旋轉物體將處於流體靜力平衡狀態，其形狀接近橢球體，細節取決於旋轉速度。在中等速率下，它將呈現雙軸（麥氏球體）或三軸（亞可比橢圓體）橢球的形式。在更快的旋轉中，可以預期非橢圓形狀，但這些形狀並不穩定。

## 例子
- 對於行星地球，它可以近似為一個半徑為6378.1 km和 6356.8 km的雙軸橢球，平均半徑為 {\displaystyle R=\left((6378.1~{\text{km}})^{2}\cdot 6356.8~{\text{km}}\right)^{1/3}=6371.0~{\text{km}}}。行星的赤道半徑和極半徑通常分別表示為{\displaystyle r_{e}} 和{\displaystyle r_{p}}[4]。
- 小行星511 Davida，形狀接近三軸橢球體，尺寸為360 km × 294 km × 254 km，平均直徑為{\displaystyle D=(360~{\text{km}}\cdot 294~{\text{km}}\cdot 254~{\text{km}})^{1/3}=300{\text{ km}}}[6]。
- 假設矮行星妊神星處於流體靜力平衡狀態，它的尺寸分別為2,100 × 1,680 × 1,074 公里[7]，導致平均直徑為{\displaystyle D=\left(2100~{\text{km}}\cdot 1680~{\text{km}}\cdot 1074~{\text{km}}\right)^{1/3}=1559~{\text{km}}}。可變形體的旋轉物理學預測，在短短一百天內，一個像妊神星一樣快速旋轉的物體將被扭曲成三軸橢球體的平衡形式[8]。